# 斯德哥尔摩交通公司

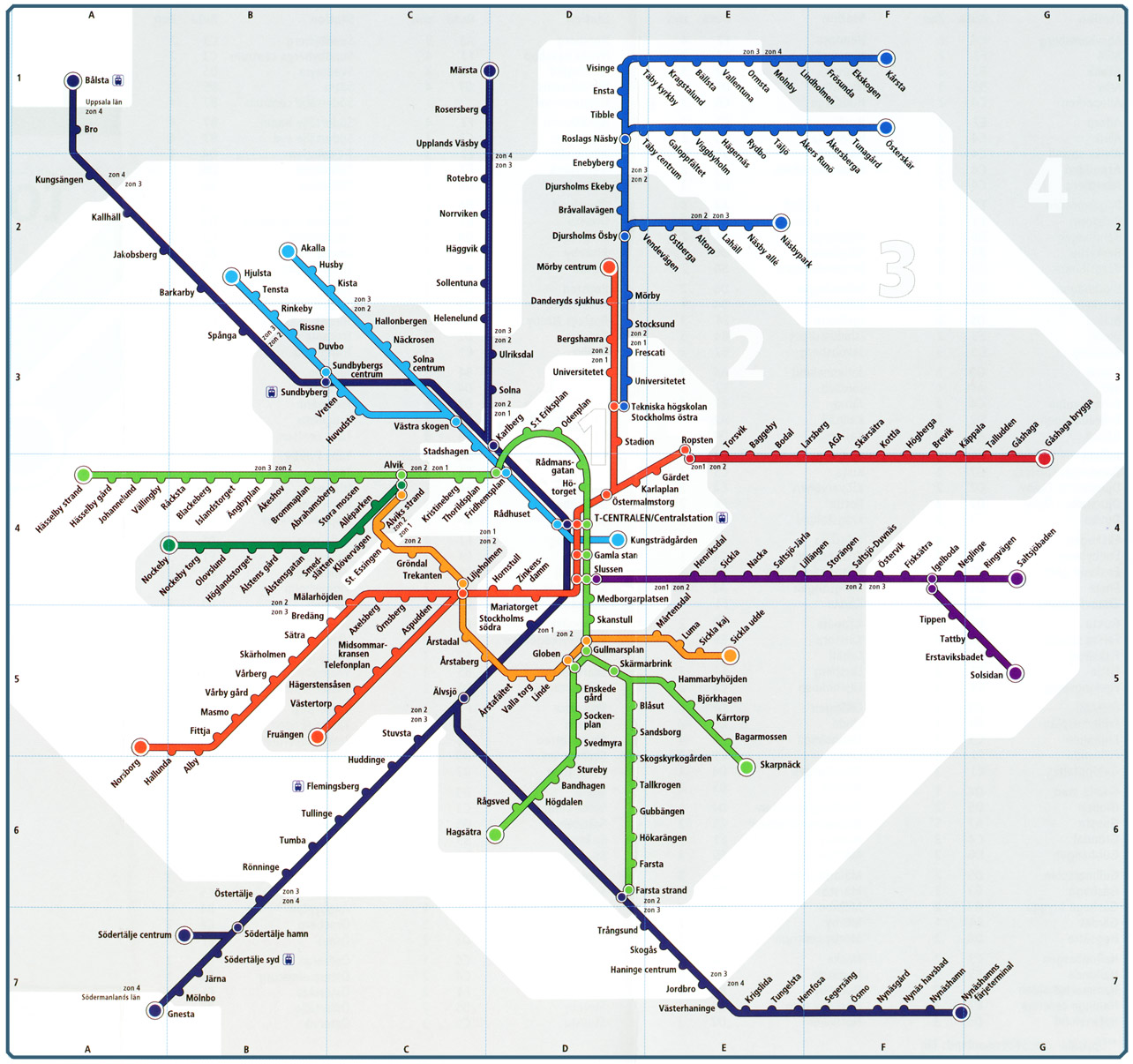
斯德哥尔摩的轨道交通图

斯德哥尔摩交通公司（Storstockholms Lokaltrafik AB，簡稱SL），成立于1967年，它由通勤电车 (斯德哥尔摩通勤铁路、羅斯拉根鐵路、薩爾特舍巴登鐵路)、地铁、轻轨、公共汽车，有轨电车和渡輪公司等联合组成，主要负责大斯德哥爾摩地区的公共交通服务，也负责乌普萨拉省的Bålsta和南曼兰省的Gnesta。
SL每天运送旅客65多万人，正常情况下城市中每十人就有四人是通过SL在市内通勤，高峰时段更是达到七人。
相对出租车高昂的价格，SL的票价是较为低廉的。从2007年2月1日开始，在一小时内无论远近统一价格为40瑞典克朗。除零售票外，还有各种时段票出售，包括24小時票、72小時票、周票、季票、半年票和年票等，持有这种票就可在一定时段内无限制乘坐SL的交通工具，老人和儿童还有半價优惠。

## 轨道运输

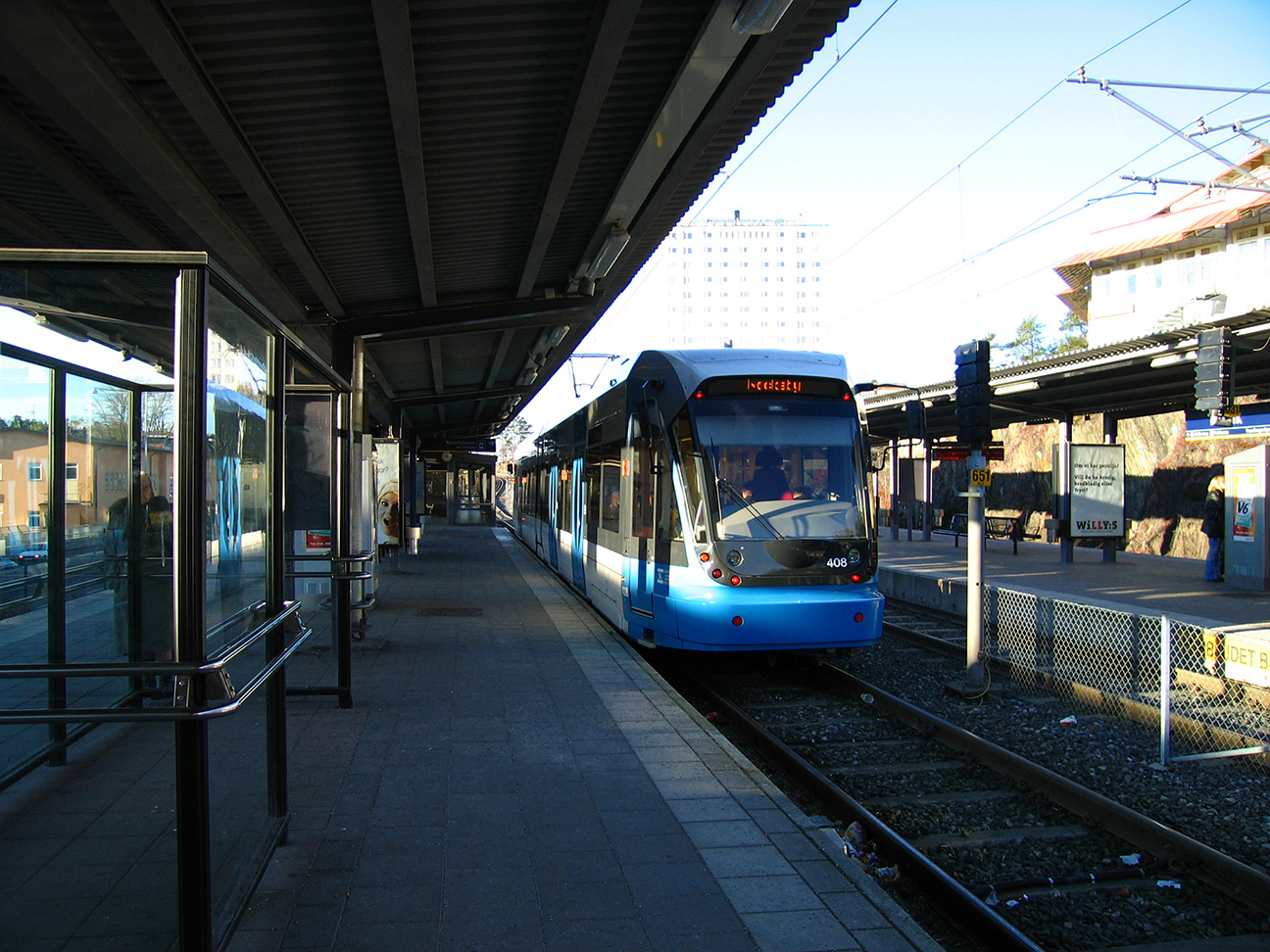
斯德哥尔摩的有轨电车

斯德哥尔摩拥有北欧地区规模最大的城市轨道交通系统，紅、綠、藍三条地铁线总长108公里，其中65.5公里在地下，还有轻轨和多條通勤路線，多数线路有多条分支延伸到市郊的各个社区，一共240个站点，轨道线路总长度超过400公里，形成了一個四通八达的网络。其中最南端的尼納斯港和最北端的Kårsta距离市中心都超过50公里。
斯德哥尔摩地铁共有100座车站，每个站点都有艺术家设计的艺术作品：雕塑、马赛克、绘画等等，因此这里被称为“世界最大的地下艺术长廊”。除了140多位艺术家创作了地铁站的永久艺术作品，还有数百位艺术家创作了大量的临时艺术品。SL每年投资一千万瑞典克朗用于保护和更新这些艺术作品。乘客在等车的时候就可以得到艺术的熏陶。
地铁站的标识是“T”，郊区电车站的标识是“J”。

## 公共汽车
斯德哥尔摩拥有世界上规模最大的公交网络和调度系统，公共汽车线路繁多，四通八达，无论城郊的各个角落都能到达。
市区内有多条公交专用道，保证公共汽车不受交通拥堵的困扰。
公共汽车有多种型号，一部分型号以柴油为燃料，另外一部分以乙醇为燃料。

## 轮渡
SL公司提供许多轮渡往返斯德哥尔摩群岛。

## 相关链接
- SL公司官方网站 （页面存档备份，存于）（瑞典文）（英文）